# Vassili Aksiónov
Vassili Aksiónov (rus: Аксёнов Василий Павлович)  (Kazan, 20 d'agost de 1932 - Moscou, 6 de juliol de 2009), nom complet amb patronímic VassilI Pàvlovitx Aksiónov, rus: Васи́лий Па́влович Аксёнов, AFI / vɐˈsʲilʲɪj ˈpavləvʲɪtɕ ɐˈksʲɵnəf/, fou un novel·lista soviètic i rus. A Occident és conegut, entre d'altres, com a autor de La saga moscovita (rus: Московская сага, Moskóvskaia Saga, del 1992), una saga familiar que descriu tres generacions de la família Gràdov entre 1925 i 1953.

## Biografia
Els seus pares van ser Pàvel Aksiónov i Ievguénia Guínzburg; aquesta última era una destacada periodista i educadora; el seu pare era funcionari de l'administració local. Ambdós pares "eren prominents comunistes." El 1937, però, tots dos van ser detinguts i jutjats per la seva presumpta connexió amb elements trotskistes. Tots dos van ser enviats al gulag i després a l'exili, i "cadascun d'ells va complir una condemna de 18 anys, però notablement van sobreviure.""Posteriorment, Ievguénia es va donar a conèixer com l'autora d'una famosa memòria, Al remolí, que documenta la brutalitat de la repressió estalinista."
Enl1937 tots dos van ser detinguts i falsament acusats de tenir connexions amb els trotskistes; van ser sentenciats a 10 i 15 anys de treballs forçats, respectivament. L'NKVD va detenir també Vassili per ser fill dels "enemics del poble" i va ser enviat a un orfenat,la qual cosa va impedir que els seus avis en tinguessin cura. Després de buscar-lo durant un temps, el 1938 el seu oncle Andreian Aksiónov el va trobar en un orfenat a Kostromà i el va portar a viure amb la seva família paterna fins al1948, quan es va complir la sentència de la seva mare.
En reiniciar la seva vida en llibertat, Ievguénia Guinzburg va aconseguir obtenir un permís perquè el seu fill visqués amb ella a Magadan, Kolimà. Aquesta trobada la va descriure ella en la seva autobiografia "Krutói marxhrut" (rus: Крутой маршрут - Dur viatge, publicat en anglès amb el títol Journey into the Whirlwind - Viatge cap al remolí). Vassili va completar la seva educació escolar a Magadan i es va prendre la decisió que estudiés medicina.
El 1956 es va graduar a l'Escola de Medicina de Leningrad. Durant tres anys va exercir com a metge a diferents hospitals i des de 1960, es dedicà professionalment a l'escriptura. A la dècada del 1960 va publicar una col·lecció d'històries i novel·les curtes, algunes de les quals van ser adaptades per al cinema. Durant la mateixa dècada va treballar com a membre de la revista literària Iunost (rus: Юность, "Joventut") i va publicar diverses novel·les, i també va escriure una obra de teatre i alguns llibres per a adolescents. Aquests llibres van tenir una gran acceptació entre els lectors joves, per la seva intrigant barreja d'aventures i històries detectivesques. Aksiónov va escriure l'obra Vsegdà v prodaje (rus: Всегда в продаже - "Sempre a la venda") el 1965, la qual va ser posada en escena en un dels teatres més destacats de Moscou, el Sovreménnik . La seva novel·la Kol·legui, rus: Коллеги" "Col·legues", va ser adaptada al cinema el 1963, mentre que, el 1972, va escriure la novel·la experimental V póiskakh janra (rus: В поисках жанра - "A la recerca d'un gènere") i una paròdia de la novel·la d'espies Djin Grin - Neprikassàemi' '(' 'Джин Грин - неприкасаемый- Jean Green, l'intocable), amb O. Gortxakov i G. Pojenian. Quatre anys més tard va traduir al rus l'obra Ragtime, d'E. L. Doctorow.
En la dècada del 1970 va començar a experimentar algunes dificultats en la publicació de les seves novel·les, ja que la distensió de la dècada anterior s'havia acabat. Les seves novel·les Ojog (rus: Ожог - "La crema", 1975) i Ostrov Krim (rus: Остров Крым - "L'illa de Crimea", 1979) van ser censurades i, per això, no van ser publicades. "Ojog" tracta sobre el destí dels intel·lectuals russos a les turbulències de l'època mentre que "Ostrov Krim" és una obra del gènere d'història alternativa que representa la Crimea moderna com l'últim reducte de la Guàrdia Blanca, un estat independent contra la resta de Rússia on ha vençut el socialisme de Stalin. Entre 1977 - 1978 les seves novel·les van començar a publicar-se a l'estranger, principalment als Estats Units.
El 22 de juliol de 1980, Vassili Aksiónov va emigrar als Estats Units i va ser desposseït de la ciutadania soviètica. Va impartir classes de literatura russa a l'Institute for Advanced Study (1981 - 1982), a la Universitat George Washington (1982 - 1983 ), al Goucher College (1983 - 1988) i a la Universitat George Mason a Fairfax, Virgínia (1988 en endavant).
El 1990 va recuperar la ciutadania soviètica. Entre 1980 - 1991 va treballar amb Voice of America i Ràdio Svoboda (Radio Liberty). També va escriure crítica literària en anglès.
Als EUA, Vassili Aksiónov obtingué el títol de Honorary Doctor of Humane Letters. Així mateix, fou membre del PEN Club i de l'Authors Guild.
El 2004, publica la seva novel·la "Volteriantsi i volterianki" (rus: Вольтерьянцы и вольтерьянки- volterians i volterianes, 2004) on s'exploren els problemes dels límits entre l'autonomia i la llibertat i la qual va guanyar el Premi Booker rus.
"El 2004 es va instal·lar a Biarritz, França, i va tornar als Estats Units amb menys freqüència, mentre dividia el seu temps entre França i Moscou". La seva novel·la Moskva-kva-kva (2006) va ser publicada a la revista moscovita Oktiabr.
Així mateix, el 2004 la seva trilogia "Saga de Moscou" va ser portada al cinema a Rússia i projectada en un dels dos canals federals de televisió. En l'estiu de 2006 - 2007 la seva novel·la "Rédkie zemli" (rus: Редкие земли - "Terres rares", 2007) va ser nominada per al premi nacional de literatura "Bolxaia kniga" (Premi Gran Llibre), però ni tan sols va arribar a la preselecció de candidats.
El 2005 va ser guardonat amb L'Ordre des Arts et des Lettres , un dels premis més importants en la França moderna.
Aksiónov era afeccionat a la música jazz, al jòguing i el bàsquet. Li interessava la història del segle xviii i els velers.
A Rússia les impressions de la seva obra divergeixen: alguns crítics i lectors creuen que les seves novel·les són antitotalitàries i honestes, altres creuen que és un escriptor anti-Rússia políticament compromès i parcial. Els seus temes principals són els destins dels pensadors en una societat totalitària, les limitacions d'autonomia i llibertat, moralitat i ètica en la societat. Habitualment recorria a mètodes d'escriptura surrealistes i absurds.
El 6 de juliol de 2009 va morir a Moscou als 76 anys.